# Robin Warren
John Robin Warren, född 11 juni 1937 i Adelaide, South Australia, död 23 juli 2024 i Perth, Western Australia,, var en australisk patolog som har tillskrivits återupptäckten av bakterien helicobacter pylori 1979, tillsammans med Barry Marshall.
Duon bevisade 1979 tillsammans att bakterien helicobacter pylori är orsaken till de flesta magsår, en upptäckt som gav de båda forskarna nobelpriset i medicin 2005.

## Karriär
Warren tog läkarexamen efter studier vid  University of Adelaide efter gymnasieutbildningen vid St Peter's College i Adelaide. Han fortsatte utbildningen vid Royal Adelaide Hospital och blev registrator i klinisk patologi vid Institute of Medical and Veterinary Science (IMVS), där hans arbete vid laboratoriet för hematologi skapade hans intresse för patologi. År 1963 utnämndes Warren till hedersassistent i patologi och hedersregistrator i hematologi vid Royal Adelaide Hospital. Därefter föreläste han i patologi vid Adelaide University och tillträdde senare tjänsten som klinisk patologiregistrator vid Royal Melbourne Hospital. År 1967 valdes Warren in i Royal College of Pathologists of Australasia och blev seniorpatolog vid Royal Perth Hospital där han tillbringade större delen av sin karriär.
Vid University of Western Australia bevisade Warren, tillsammans med sin kollega Barry J. Marshall, att bakterier är den infekterande orsaken till magsår. Warren hjälpte till att utveckla ett bekvämt diagnostiskt test (14C-urea utandningsprov) för att upptäcka H. pylori hos magsårspatienter.

## Privatliv
Warren gifte sig med Winifred Theresa Warren (född Williams) i början av 1960-talet och tillsammans fick de fem barn. Efter hustruns död 1997 drog sig Warren tillbaka från medicinen.

## Utmärkelser
En australisk dokumentär gjordes 2006 om Warrens och Marshalls väg till Nobelpriset, kallad "The Winner's Guide to the Nobel Prize". Han utsågs till medlem av Australiensiska orden 2007.
Asteroiden 254863 Robinwarren, upptäckt av den italienska amatörastronomen Silvano Casulli 2005, namngavs till hans ära. Den officiella namngivningshänvisningen publicerades av Minor Planet Center den 22 april 2016 (M.P.C. 99893).